# Luchino Adorno
Luchino Adorno fou un patrici genovès vicari general de l'Església a Roma del 1352 al 1362. Fou bisbe de Nicòsia del 1383 al 1395, i de Famagusta des del 2 d'octubre de 1395. El 1397 fou abat de Santo Stefano di Squillace. Va morir l'estiu del 1403.